# Светолик Пашћан
Светолик Пашћан- Којанов (Петроварадин, 8. март 1892 — Београд, 16. јун 1971) био је српски музичар, композитор, професор и истраживач.

## Биографија
Рођен је у породици која је са материне стране имала неколико културних радника. Деда, Георгије Стефановић – Којанов, књижевник, био је један од оснивача Матице српске, његов брат Марко се бавио иконографијом, док му се кћи Софија Стефановић –Лучић, баш као и син Владан, баве песништвом.
1898. године, Пашћанова породица се пресељава у Загреб. У том граду је Светолик добио опште школско образовање, а током шест и по година похађа и Конзерваториј. Виолину учи код чувеног Вацлава Хумла , композиционе предмете код Цирила Јунека  и ФрањеДугана , а дириговање код Лотке.
1909. оснива и диригује Хором српске омладине "Привредник", а од 1910. до 1914. и Хором српског средњошколског музичког удружења у Загребу. 
1910. Пашћан је већ тесно повезан са националним омладинским покретом (Јукић, Цесарец и др.) и издаје "Библиотеку народног рада" , која је била револуционарно-пропагандног карактера. Ова делатност му доноси хапшење и осуђивање на две године робије у Лепоглави. Али и две године рада са хором робијаша – 56 красних гласова. По изласку га чека интернација у разним местима Мађарске.
У Новом Саду се настањује на Рибљој пијаци, код Јулке, супруге тада већ покојног Исе Бајића. Током свог боравка у Новом Саду, Пашћан сређује Бајићеву заоставштину, а 1917. се поново враћа у Загреб, где не желећи да моли бечки двор да му врати одузета грађанска права (без којих није могао добити одговарајуће запослење), отвара атеље за градњу гудачких инструмената, а посебну пажњу посвећује проблему виолине.

## Диригентски рад
Више од 40 година рада на овом подручју дало је као резултат дело "Историјски развој гудачких инструмената" у издању САНУ, те драгоцена открића у вези са конструкцијом виолина и саставом лака који су употребљавали стари италијански градитељи виолина.
За време овог боравка у Загребу до 1922. године, диригује хоровима : 
- Српског певачког друштва,
- Академског друштва „Балкан“,
- „Једнакост“,
- „Слога“,
- Хором жељезничара,
- хором „Мокрањац“,
- „Змај“,
- „Соколским хором“,
- а ради и као други диригент у "Лисинском".

Пресељава се опет у Нови Сад, где постаје диригент „Музичког Друштва“ до 1936. .
За име Светолика Пашћана је везан постанак : 
- ЖМД (женског музичког друштва - које води од 1922. до рата, и које је постало првак Јужнословенског Певачког Савеза)
- мушког хора „Давор“ 1927. - 1930.
- Академски мушки хор (основан 1933. а 1937. однео прву награду на интернационалном такмичењу хорова у Будимпешти, те прву награду на такмичењу певачке жупе „Бајић"),
- учествује у оснивању Новосадске филхармоније и
- Новосадског гудачког квартета у периоду до 1940. године, када је био премештен за музичког референта у Министарство просвете у Београд.

Пашћан је био : 
- диригент Опере СНП 1926. у Новом Саду,
- директор Музичке школе  у Новом Саду ,
- диригент новосадског СЗПД „Невен“ 1929. - 1930.
- Хора учитеља у Кули и Новом Саду 1936. - 1937.
- и први диригент Академског Певачког Друштва „Обилић" у Београду.од 1936. до 1941.

## Опус
- Музичке композиције до 1941. године
  - Тамна ноћ
  - Откуд теби бела було
  - Чик цуро пољубиме
  - Јадри броде
  - Чоловик сије жито
  - Мало ја, мало ти
  - Свадиле се бабе и девојке
  - Циганско коло
- За оркестар
  - Свечани марш 1936.
  - Симфониски марш 1940.
- За хор и оркестар
  - Иже херувими
  - Свјат - за два мешовита хора и оркестар
- За велики оркестар
  - Скерцо
- Музиколошка дела
  - Историјси развој гудачких инструмената - САНУ 1956.
  - Хорско дириговање I књига
  - Школа хорског певања

## Одликовања
- Орден Светог Саве IV степена
- Орден Југословенске круне IV степена
- Орден Светог Саве V степена
- Орден белог лава V степена